# Dord

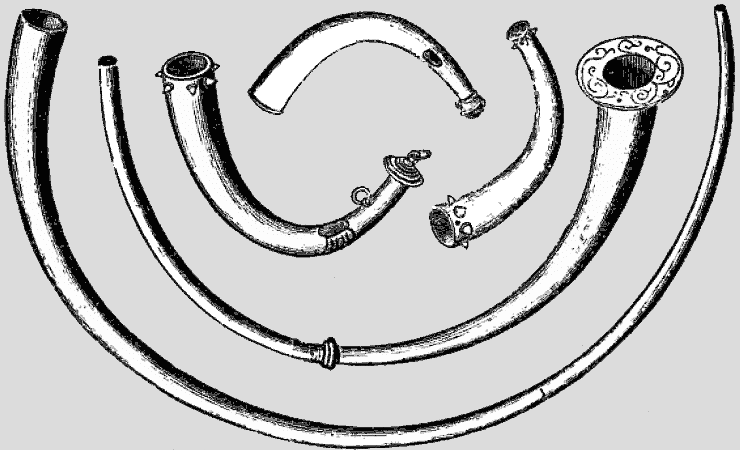
Rohy z doby bronzové v Irish Museum. Největší na tomto vyobrazení měří 2.3m, druhý největší 1.8m

Dord je irský bronzový roh; vykopané exempláře datují až do 1000 př. n. l., tedy do doby bronzové. Ví se o 104 originálních dordech, ke kterým přibyly koncem 20. století četné repliky.
I když je původní hudební tradice spojená s dordem ztracena, soudobý irský hudebník Simon O'Dwyer se domnívá, že verze nástroje s velkým průměrem byly hrány podobně jako didgeridoo, verze s menším průměrem jako trubky či rohy . Při svých vystoupeních používá na nástrojích s velkým průměrem obě techniky, charakteristické pro hru na didgeridoo: cirkulární dech a modulaci barvy tónu. Simon O'Dwyer používá historicky věrné repliky dordů.